# Spirembolus chilkatensis
Spirembolus chilkatensis är en spindelart som först beskrevs av Chamberlin och Ivie 1947.  Spirembolus chilkatensis ingår i släktet Spirembolus och familjen täckvävarspindlar. Inga underarter finns listade i Catalogue of Life.